# Щ
Щ (minuskule щ) je písmeno cyrilice.
V ruštině zachycuje dlouhé měkké š (mezinárodní fonetickou abecedou [ɕː]), v ukrajinštině zachycuje hlásku šč ([ʃt͡ʃ]), v bulharštině zachycuje hlásku št ([ʃt]). V běloruské a srbské azbuce se nevyskytuje (přestože například srbština používá řadu slov, kde se často vyskytuje kombinace „št“).
Ruské písmeno щ se do češtiny tradičně přepisuje jako šč, tak se ovšem v současné ruštině nevyslovuje. Zápis šč odpovídá výslovnosti v 19. století (a také současné výslovnosti v ukrajinštině a rusínštině), v současné době je taková výslovnost velmi archaická a neobvyklá. Moderní ruskou výslovnost by ovšem bylo obtížné zachytit prostředky české abecedy. Podobná archaizující konvence se používá také pro přepis ruštiny v jiných jazycích: do angličtiny je přepisováno jako shch, do němčiny jako schtsch a do polštiny jako szcz.
V hlaholici písmenu Щ odpovídá písmeno Ⱋ.